# Anne Lenner
Anne Lenner, geboren als Violet Green, (Aylestone, Leicester, 24 december 1912 – Barnet, Londen, 4 juni 1997) was een populaire Engelse zangeres die in de jaren dertig en veertig zong met Britse dansorkesten. Ze is het meeste bekend door haar werk met de Savoy Hotel Orpheans, een orkest dat in het Londense Savoy Hotel speelde onder leiding van Carroll Gibbons. Met deze band maakte Lenner tal van succesvolle platen.

## Biografie
Lenner was de dochter van een variétéartiest die werkte onder de naam Tom Lenner. Ze had vijf zusters en op een na gingen ze allemaal de showbusiness in. Ook had ze twee broers. Haar eerste optreden was in een show met het hele gezin, onder de titel "Tom Lenner and his Chicks". Later vormde Anne met haar zus Ida het duo "The Lenner Sisters", dat optrad op allerlei plekken in Leicester. Hun zang- en dansact eindigde toen Ida ging trouwen en met haar man ging werken. Hierna nam ze op kosten van zus Judy danslessen, om voor haar in te kunnen vallen in een show in Loughborough Theatre.

## Savoy Hotel Orpheans
Lenner begon solo op te treden op liefdadigheidsshows, benefieten en in clubs. Rond 1933 kreeg ze de kans te werken in clubs in Londen. In een van die clubs werd ze opgemerkt door bandleider Carroll Gibbons die een orkest in Savoy Hotel leidde. Gibbons nodigde haar uit opnames met zijn groep te maken voor een uitzending van Radio Luxembourg. De uitzending was succesvol en Lenner kreeg een driejarig contract om te zingen met Gibbons' orkest. Ze bleef hier uiteindelijk zeven jaar. Ze zong met de band in de radioshow van de kinderclub Ovaltineys, eveneens op Radio Luxemburg, en werd zo bij miljoenen kinderen bekend als 'Auntie Anne'. Met het orkest van Carroll Gibbons (en een afgeslankte versie onder de naam 'Boy Friends') nam ze meer dan 150 platen op, die veel succes hadden.

## Oorlogsjaren
In 1941 stopte Lenner met het werk in het Savoy, maar ze bleef met Gibbons' band werken voor de radio en in de platenstudio, onder meer in het wekelijkse BBC-radioprogramma Composer Cavalcade. Ze trad vaak op voor de Britse troepen (in de ENSA-shows) en zong voor onder meer Winston Churchill en Dwight D. Eisenhower. Tijdens de oorlogsjaren zong ze tevens met andere bands, waaronder die van Jay Wilbur, Jack White, Louis Levy en met Frank Weir (in de Astor Club, met George Shearing in de band). Met deze bands maakte ze ook enkele platen. Ze zong verder met Stan Atkins' band voor de radio.

## Na de oorlog
Na de oorlog trad ze op in shows voor soldaten in Oostenrijk, Duitsland en Italië, onder meer met een trio met Spike Milligan. Ze werkte in een show in Monte Carlo en zong in Parijs met Bert Firman. Terug in Engeland werkte ze enige tijd solo, tot ze haar zangcarrière beëindigde om een baantje als telefoniste aan te nemen bij de Civil Service.

## Stem
Anne Lenner zong met een zachte stem in een Mayfair-dialect, gebaseerd op Received Pronunciation. Haar zachte, zuivere stem paste goed in de muziek van de Engelse bigbands uit die jaren, die een zachtere swing-versie brachten dan de Amerikaanse bands.

## Persoonlijk leven
Anne Lenner was twee keer getrouwd en had één zoon, Jeffrey Lenner, die een tijd lang in Australië een tv-programma had.
Na haar pensioen woonde ze in Edgware, waar ze jaren lang haar moeder verzorgde. Anne Lenner overleed in Barnet Hospital, 84 jaar oud.

## Films
- Garrison Follies (1940)

## Discografie
Carroll Gibbons and the Savoy Hotel Orpheans
- On the Air (vijf nummers met Anne Lenner), President Records, 1984